# Васильева, Виктория Борисовна
Викто́рия Бори́совна Васи́льева (род. 25 ноября 2003, Мытищи, Россия) — российская фигуристка, выступающая в парном катании. Ранее выступала в одиночном катании. Бронзовый призёр финала Кубка России (2019).
Мастер спорта России (2016).

## Карьера
Виктория Васильева родилась 25 ноября 2003 года в городе Мытищи Московской области. Встала на коньки в 2006 году. На раннем этапе её тренерами были Марина Кудрявцева и Виктория Буцаева. С 2018 года занимается в группе Сергея Давыдова.
Участвовала в Первенстве России среди юниоров в 2017, 2018 и 2019 годах. На чемпионате России 2019 показала одиннадцатый результат, а в финале Кубка России завоевала «бронзу». В сезоне 2018/2019 дебютировала в юниорской серии Гран-при, на турнире в Чехии финишировала третьей.
Через год завоевала право выступать в финале юниорского Гран-при, закончив этапы в Челябинске и Гданьске с «бронзой» и «серебром», соответственно. На этапе в Польше после короткой программы располагалась на третьей позиции. Но по результатам произвольной, которую Васильева исполнила под саундтрек к фильмам «Трон: Наследие» и «Пятый элемент», поднялась на вторую строчку итогового протокола, уступив лишь американке Алисе Лю.

## Спортивные достижения
Парное катание (с Никитой Володиным)
| Соревнования                | 20/21        |
| Национальные                | Национальные |
| --------------------------- | ------------ |
| Этапы Кубка России. IV этап | 7            |

Одиночное катание
| Соревнования                        | 16/17                       | 17/18                       | 18/19                       | 19/20                       |
| Международные среди юниоров         | Международные среди юниоров | Международные среди юниоров | Международные среди юниоров | Международные среди юниоров |
| ----------------------------------- | --------------------------- | --------------------------- | --------------------------- | --------------------------- |
| Финалы юниорского Гран-при          |                             |                             |                             | 6                           |
| Этапы юниорского Гран-при: Чехия    |                             |                             | 3                           |                             |
| Этапы юниорского Гран-при: Польша   |                             |                             |                             | 2                           |
| Этапы юниорского Гран-при: Россия   |                             |                             |                             | 3                           |
| Alpen Trophy                        |                             |                             | 1                           |                             |
| Ice Star                            |                             | 3                           |                             |                             |
| Российско-китайские молодежные игры |                             |                             | 1                           |                             |
| Национальные                        |                             |                             |                             |                             |
| Чемпионаты России                   |                             |                             | 11                          |                             |
| Финалы Кубка России                 | 2 юн.                       | 6 юн.                       | 3                           |                             |
| Первенство России среди юниоров     | 13                          | 6                           | 6                           |                             |
| Этапы Кубка России. I этап          | 2 юн.                       |                             | 2                           |                             |
| Этапы Кубка России. II этап         |                             | 4 юн.                       |                             |                             |
| Этапы Кубка России. III этап        | 4 юн.                       |                             |                             |                             |
| Этапы Кубка России. IV этап         |                             | 2 юн.                       | 6                           | 1                           |